# Dąbrówka Mała (powiat węgorzewski)
Dąbrówka Mała (niem. Dammfelde, do 1938 Klein Dombrowken) – osada w Polsce, w województwie warmińsko-mazurskim, w powiecie węgorzewskim, w gminie Węgorzewo.
W latach 1975–1998 miejscowość należała administracyjnie do województwa suwalskiego.

## Nazwa
W 1938 r. w miejsce zwyczajowej niemieckiej nazwy Klein Dombrowken wprowadzono nazwę Dammfelde.
28 marca 1949 r. ustalono urzędową polską nazwę miejscowości – Dąbrówka Mała, określając drugi przypadek jako Dąbrówki Małej, a przymiotnik – dąbrówecki.

## Historia
Miejscowość została założona w roku 1552. Pod koniec XIX wieku majątek ziemski w Dąbrówce Małej o powierzchni 199 ha należał do rodziny Leitnerów. W pierwszych latach XX wieku majątek ten był w posiadaniu rodziny Labesius. W latach dwudziestych powierzchnia majątku wzrosła do 306 ha.
W czasach reformacji Dąbrówka Mała należała do parafii w Węgielsztynie, razem z miejscowościami: Biedaszki, Brzozowo, Guja, Klimki, Perły, Przystań, Rydzówka, Stawki i Wesołowo.
Po II wojnie światowej na bazie dawnego majątku ziemskiego funkcjonował PGR.

## Pałac

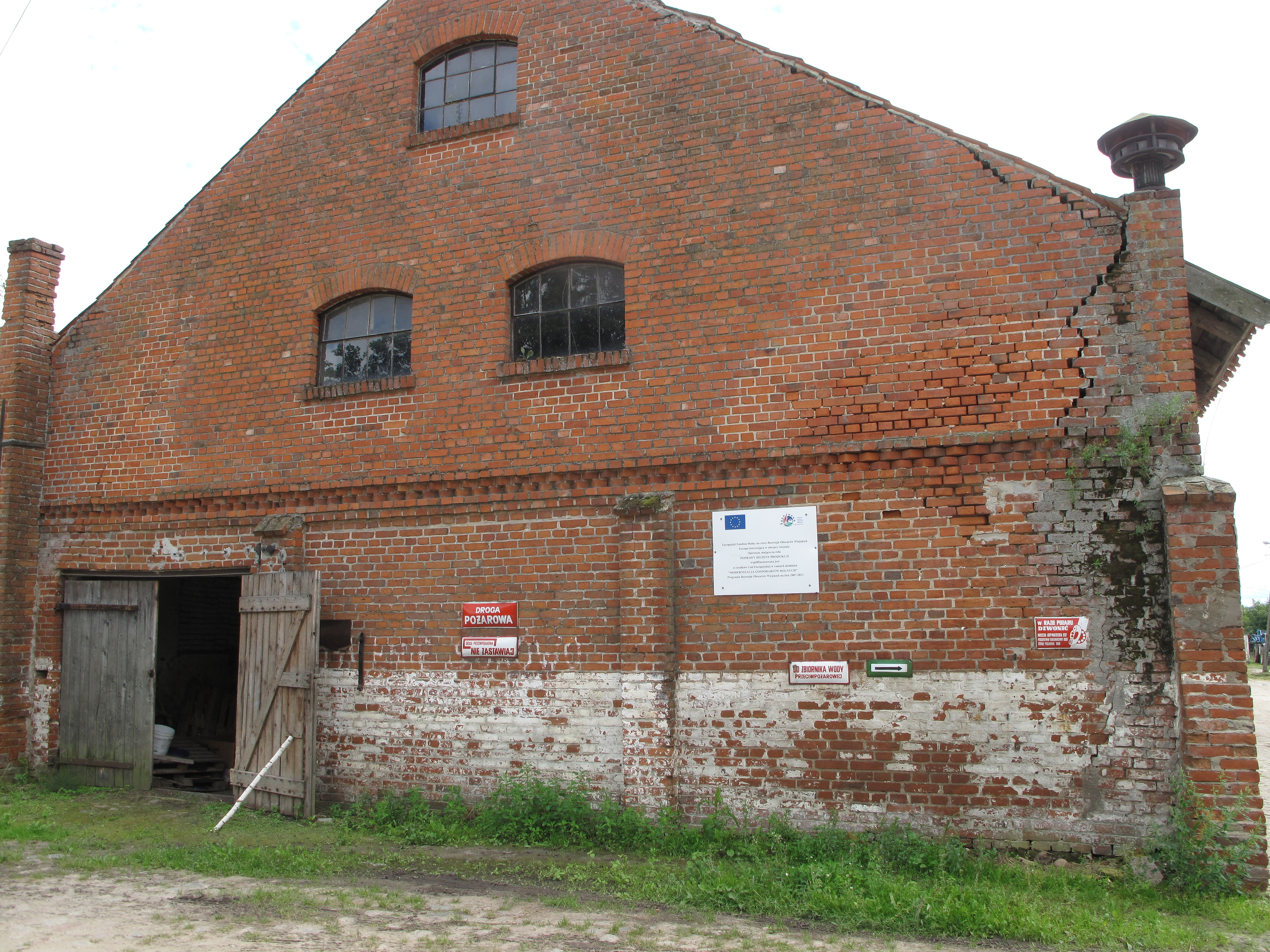
Zabudowania gospodarcze w zespole dworskim w Dąbrówce Małej

Pałac w Dąbrówce Małej wybudowany został w latach 1914–1917. Piętrowa budowla wzniesiona została na planie prostokąta, z przylegającym parterowym skrzydłem od strony zachodniej. Skrzydło to jest przypuszczalnie starsze od piętrowej części dworu. Obiekt przykryty jest wysokim dachem czterospadowym. Elewacje wzdłużne budowli zdobione są ryzalitami. Ryzalit od strony parku poprzedzony jest drewnianą werandą. Ryzalit od strony wschodniej jest półkolisty na poziomie parteru z tarasem na poziomie pierwszego piętra. Od strony południowej znacznie większy taras wsparty na kolumnach osłania podjazd do dworu.